# كارلتون بي. هاتشينز
كارلتون بي. هاتشينز (بالإنجليزية: Carlton B. Hutchins)‏ هو ضابط أمريكي، ولد في 12 سبتمبر 1904 في ألباني في الولايات المتحدة، وتوفي في 2 فبراير 1938 في كاليفورنيا في الولايات المتحدة.